# Зона розломів Септентріонал-Оріенте

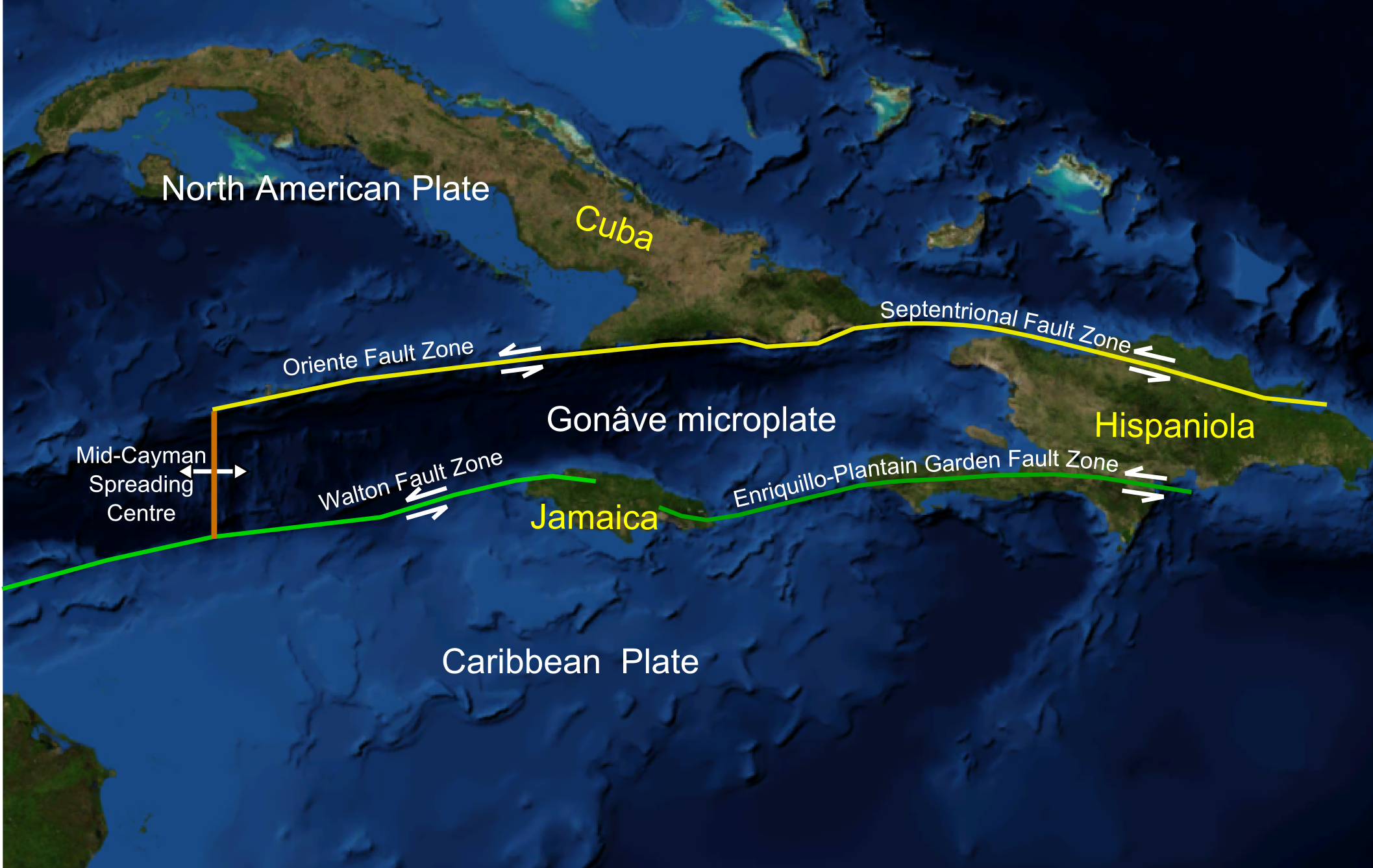
На тлі плити Гонав показані головні зони розломів

Септентріонал-Оріенте (SOFZ) — система співвісних розломів ковзання з бічним зсувом, що проходить вздовж південної частини острова Гаїті, в Гаїті і Домініканській республіці. SOFZ бере на себе приблизно половину з відносного руху між Північно-Американською та Карибською тектонічних плит із зоною розлому Енрикільйо-Плантейн-Гарден), що прямує уздовж південної частини Гаїті. Обидва розломи з'єднуються в жолобі Кайман на заході. Деякі дослідники вважають, що ЕПГР і SOFZ є межі мікропліти Гонав, зони площею 190 000 км² в північній частині Карибської плити, що знаходиться в процесі відокремлення від Карибської плити і акреції з Північно-Американською плитою
Рухи літосфери у цій зоні розломів призвели до землетрусу 7 травня 1842, через що було зруйновано місто Кап-Аїтьєн та інші міста в північній частині Гаїті і Домініканської Республіки.